# مانیل
مانیل (به فیلیپینی: Lungsod ng Maynila) پایتخت کشور فیلیپین است. این شهر با ۱۰۷۵۲۰ نفر جمعیت در هر کیلومتر مربع، رکورد متراکم‌ترین شهر کره زمین را در اختیار دارد. شهر مانیل در ساحل شرقی خلیج مانیل و در لبه غربی لوزون و ۱٬۳۰۰ کیلومتر (۸۱۰ مایل) سرزمین اصلی آسیا واقع شده‌است.

## ویژگی‌ها

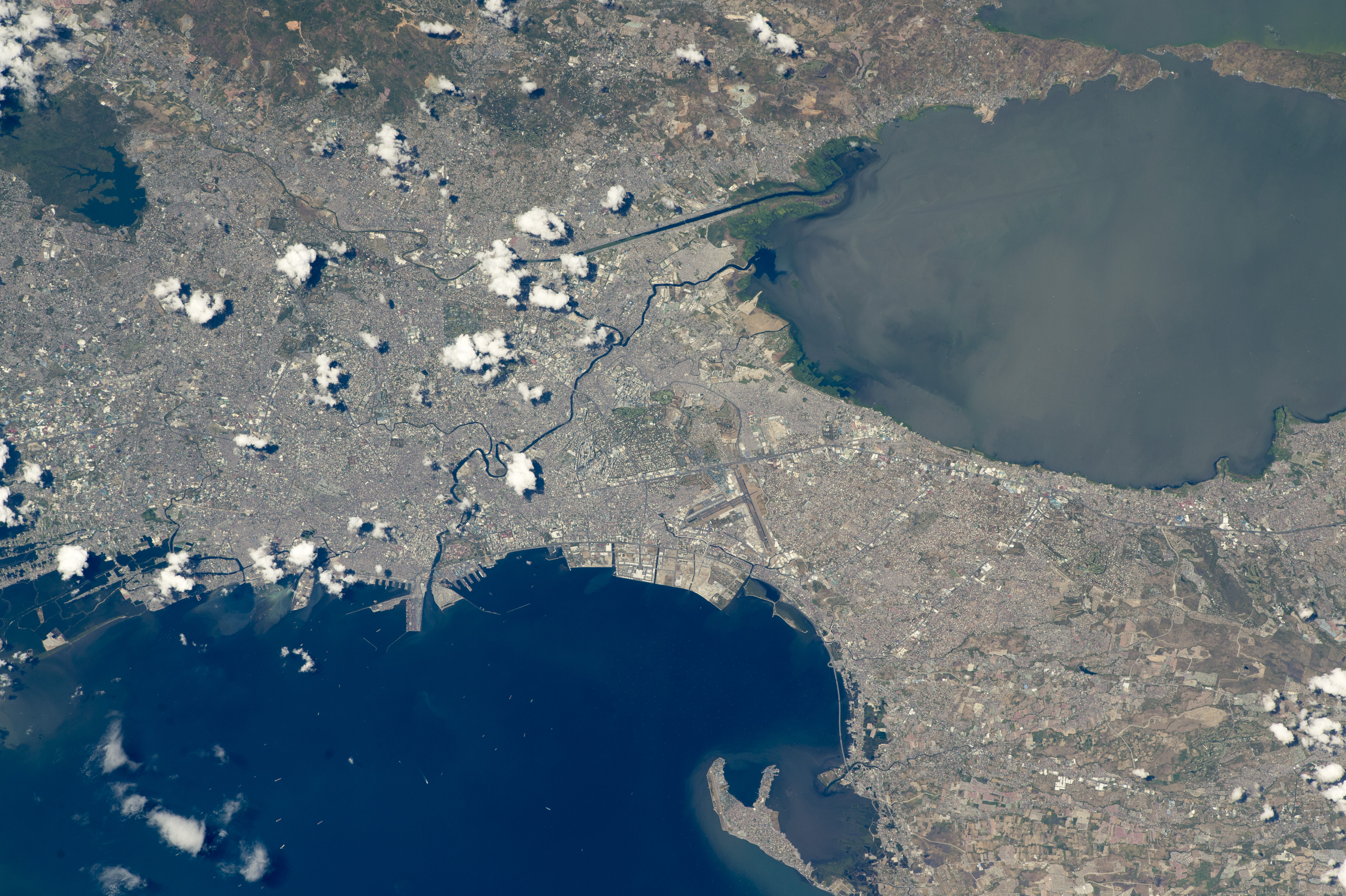
در حین گردش بر فراز دریای چین جنوبی، یک فضانورد در ایستگاه فضایی بین المللی (ISS) این عکس مورب را از الگوی شهری قرمز و خاکستری بلوک مانیل و شهرهای اطراف گرفت. مانیل بین آب نمک خلیج مانیل - با پراکنده کشتی های لنگر انداخته اش - و خلیج لاگونا دو قرار گرفته است. اسکله های بزرگ در بندر را می‌توان در خلیج مانیل (در مرکز تصویر سمت چپ) مشاهده کرد، در حالی که قلب شهر بلافاصله در داخل بندر قرار دارد. یک ذخیره‌گاه طبیعی جنگلی با دریاچه در یکی از مناطق کوهستانی اطراف منطقه مترو (بالا سمت چپ) واقع شده است. مجموع جمعیت مانیل و شهر کوئزون همسایه آن 4.7 میلیون نفر است. خود مانیل با 42857 نفر در هر کیلومتر مربع یکی از بالاترین تراکم جمعیت در جهان را دارد. منطقه شهری قطب سیاسی و اقتصادی فیلیپین است و ارتباطات تجاری بین‌المللی آن بسیار گسترده است که شبکه تحقیقاتی جهانی شدن و شهرهای جهانی مانیل را به عنوان یک شهر جهانی طبقه‌بندی کرد. تاریخ مانیل همیشه با تجارت مرتبط بوده است. فاتحان با ورود از مکزیک، مانیل را در سال 1571 تأسیس کردند و به زودی این شهر به لنگر خاور دور مسیر تجاری آکاپولکو-مانیل گالیون تبدیل شد که آمریکای اسپانیایی را به آسیا متصل می‌کرد. این یکی از اولین نمونه های جهانی شدن است. خطوط تاریک چندین آبراه در میان منظره خاکستری شهر برجسته است. رودخانه پاسیگ از وسط شهر می پیچد. خط مستقیم سیل‌آی Manggahan یک کانال کنترل سیل است که برای منحرف کردن آب از رودخانه Marikina از مرکز شهر و به سمت خلیج Laguna de طراحی شده است. کارهای مهندسی در امتداد مسیر سیلاب همچنین جریان آب شور جزر و مدی را به خلیج لاگونا دی کنترل می‌کند. عکس فضانورد ISS047-E-99713 در 6 می 2016 با دوربین دیجیتال Nikon D4 با استفاده از لنز 400 میلی متری به دست آمد و توسط مرکز رصد زمین خدمه ISS و واحد علوم زمین و سنجش از دور، مرکز فضایی جانسون ارائه شده است. این تصویر توسط یکی از خدمه Expedition 47 گرفته شده است. تصویر برای بهبود کنتراست برش و بهبود یافته است و مصنوعات لنز حذف شده اند. برنامه ایستگاه فضایی بین‌المللی از آزمایشگاه به عنوان بخشی از آزمایشگاه ملی ISS برای کمک به فضانوردان برای گرفتن عکس‌هایی از زمین که برای دانشمندان و مردم بیشترین ارزش را دارد، پشتیبانی می‌کند و آن‌ها را به صورت رایگان در اینترنت در دسترس قرار می‌دهد. تصاویر اضافی گرفته شده توسط فضانوردان و فضانوردان را می‌توان در دروازه NASA/JSC برای عکاسی فضانوردان از زمین مشاهده کرد. عنوان توسط M. Justin Wilkinson، دانشگاه ایالتی تگزاس، قرارداد جاکوبز در NASA-JSC.

مانیل در ساحل شرقی خلیج مانیل و در مصب رودخانه پاسیگ واقع شده‌است. این شهر یکی از شانزده شهرستان ناحیه مترو مانیل است. مانیل با جمعیتی برابر ۱٫۶۶۰٫۷۱۴ دومین شهر پرجمعیت فیلیپین و از پرجمعیت‌ترین شهرهای جهان است. مانیل در زبان بومی به صورت تحت‌اللفظی به معنای وجود نیلاد است. نیلاد، بوته یا درختچهٔ گل‌دار ستاره شکلی‌است که به وفور در رودخانهٔ پاسیگ و خلیج مانیل رشد می‌کند. مانیل شهری مملو از گروه‌های متنوع قومی و نژادی چینی، اسپانیایی، آمریکایی، ژاپنی، مالایی و هندی است که تاثیرش را می‌توان در فرهنگ و مد و آشپزی و مذهب شانزده منطقهٔ تشکیل دهندهٔ شهر به آشکاری مشاهده نمود.

## مترو
متروی مانیل در سال ۱۹۹۹ تأسیس شده و هم‌اکنون دارای ۱ خط و ۱۳ ایستگاه می‌باشد، همچنین قطار سبک شهری مانیل نیز به عنوان یک سیستم ترابری در سال ۱۹۸۴ با ۲ خط و ۳۱ ایستگاه به بهره‌برداری رسیده‌است.

## شهرهای خواهر
|                     | بین‌المللی              |
| ------------------- | ---------------------- |
| مکزیک               | آکاپالکو، مکزیک        |
| قزاقستان            | آستانه، قزاقستان       |
| تایلند              | بانکوک، تایلند(۱۹۹۷)   |
| چین                 | پکن، چین (۲۰۰۲)        |
| رومانی              | بخارست، رومانی(۱۹۸۶)   |
| کلمبیا              | کارتاگنا، کلمبیا       |
| چین                 | گوانگژو، چین (۱۹۸۲)    |
| اسرائیل             | حیفا، اسراییل(۱۹۷۱)    |
| کوبا                | هاوانا، کوبا           |
| ویتنام              | هوشی‌مین، ویتنام        |
| ایالات متحده آمریکا | هونولولو، آمریکا       |
| کره جنوبی           | اینچون، کره جنوبی      |
| اندونزی             | جاکارتا، اندونزی       |
| ایالات متحده آمریکا | نیوجرسی، آمریکا        |
| ژاپن                | یاگی، ژاپن             |
| پرو                 | لیما، پرو              |
| اسپانیا             | مادرید، اسپانیا (۱۹۸۷) |
| اسپانیا             | مالاگا، اسپانیا        |
| ایالات متحده آمریکا | مائوئی، آمریکا         |
| کانادا              | مونترال، کانادا (۲۰۰۵) |

| روسیه               | مسکو، روسیه           |
| هند                 | دهلی نو، هند          |
| فرانسه              | نیس، فرانسه           |
| ایالات متحده آمریکا | ساکرامنتو، آمریکا     |
| ایالات متحده آمریکا | سان‌فرانسیسکو، آمریکا  |
| شیلی                | سانتیاگو، شیلی        |
| مالزی               | سبرنگ پرای، مالزی     |
| استرالیا            | سیدنی، استرالیا       |
| تایوان              | تایچونگ، تایوان       |
| تایوان              | تایپه، تایوان (۱۹۶۶)  |
| ژاپن                | تاکاتسوکی، ژاپن       |
| ایران               | تهران، ایران          |
| ایران               | اصفهان، ایران         |
| کانادا              | وینیپگ، کانادا (۱۹۷۹) |
| کره جنوبی           | سئول، کره جنوبی       |
| ژاپن                | یوکوهاما، ژاپن        |
|                     | یاران                 |
| کره جنوبی           | بوسان، کره جنوبی      |
| ژاپن                | توکیو، ژاپن           |
| استرالیا            | سیدنی، استرالیا       |
| چین                 | شانگهای، چین (۱۹۸۳)   |
| چین                 | شیان، چین             |
|                     | محلی                  |
| فیلیپین             | سیبو، فیلیپین         |
| فیلیپین             | داوائو، فیلیپین       |